# Charlotte Kretschmann
Charlotte Kretschmann (* 3. Dezember 1909 in Breslau; † 27. August 2024 in Kirchheim unter Teck) war eine deutsche Supercentenarian. Mit einem erreichten Alter von 114 Jahren war sie zum Zeitpunkt ihres Todes die Altersrekordlerin des deutschsprachigen Raums.

## Leben
Charlotte Kretschmann wurde 1909 als eines von mehreren Kindern einer bürgerlichen Familie in Breslau geboren. Ihre Großeltern lebten auf einem Bauernhof in Pommern. In ihrer Jugend war sie Leichtathletin und trat als solche in den 1920er Jahren einem Leichtathletikverein bei.  Sie selbst sah das als Grund dafür, dass sie bis ins hohe Alter noch aktiv war. Beim Sport lernte sie ihren Mann Werner (1907–1996) kennen, mit dem sie eine Tochter (1937–2019) bekam.
Als ihr Mann in den Zweiten Weltkrieg zog, blieb Kretschmann mit ihrer Tochter zunächst in Breslau. Gegen Ende des Krieges floh sie über Budweis nach Stuttgart, wo sie über das Deutsche Rote Kreuz ihren Ehemann wiederfand, der den Krieg überlebt hatte. Ab 2014 lebte sie im Henriettenstift der Zieglerschen in Kirchheim unter Teck. Sie hatte einen Instagram-Account und war die älteste Person auf der Plattform.
Charlotte Kretschmann starb am 27. August 2024 im Alter von 114 Jahren und 268 Tagen.

## Altersrekorde
Am 3. Dezember 2019 wurde Kretschmann 110 Jahre alt und damit zur Supercentenarian. Nach dem Tod von Anna Cernohorsky am 18. September 2022 wurde sie zum ältesten Menschen in Deutschland. Mit dem Tod von Maria Aulenbacher am 8. Februar 2023 wurde sie die älteste im Deutschen Kaiserreich geborene Person. Am 8. August 2023 übertraf sie mit 113 Jahren und 248 Tagen das Alter von Josefine Ollmann und wurde somit zur ältesten Frau, die jemals in Deutschland gelebt hat. Ihr Alter wurde am 23. August 2023 von der Gerontology Research Group verifiziert.
Während sie zu ihrem 113. Geburtstag in einem Interview mit dem Südwestrundfunk noch gesagt hatte, sie wolle von ihm „nichts wissen“, äußerte sie in einem Interview mit Bibel TV vom 22. September 2023 den Wunsch, noch ihren 114. Geburtstag zu erreichen. Im Dezember 2023 wurde sie die erste verifizierte in Deutschland lebende Person, die ihr 114. Lebensjahr vollendete. Am 2. Januar 2024 übertraf Kretschmann das Alter der Österreicherin Luise Pompe und hielt seitdem den Rekord des höchsten im deutschsprachigen Raum erreichten Lebensalters.
Nach Ethel Caterham aus Großbritannien war sie die zweitälteste Person in Europa. In der Liste der ältesten lebenden Menschen belegte sie zuletzt Rang 6. Kretschmann gehörte zu den letzten Menschen weltweit, die noch in den 1900er-Jahren geboren wurden und war die letzte Person aus Deutschland, die noch in den 1900er-Jahren geboren wurde. 
Nach Kretschmanns Tod wurde die Österreicherin Margarete Tröstl (1911–2025) die älteste in einem deutschsprachigen Land lebende Person.